# Maidana fumipicta
Maidana fumipicta är en fjärilsart som beskrevs av W. Warren 1899. Maidana fumipicta ingår i släktet Maidana och familjen mätare. Inga underarter finns listade i Catalogue of Life.